# Ернст Штерувиц
Ернст Штерувиц,, познат и као Ернст витез Штер фон Штерувиц (Миес, 23. септембар 1874 — Беч, 19. октобар 1952) је био аустријски официр, индустријски менаџер и политичар Хришћанско социјалне партије. Од 1923. до 1934. је био представник Националног већа Аустрије, а 1929. је био канцелар Аустрије неколико месеци. Био је заговорник ауторитарне државе, а касније и за повезивање Аустрије са Немачком.

## Биографија

### Рана младост и студије
Штерувиц је рођен 23. септембра 1874 у Миесу у Бохемији, као син представника Царевинског света Адолфа Штера витеза од Штерувица. Био је потомак из фризијске породице која је имигрилала у Бохемију и која је била оплемењена током Тридесетогодишњег рата. Завршио је средњу школу у Терезијанској војној школи у Бечком новом месту, а 1895. је постао други поручник. 1899. је служио у ратној школи, међутим тешко је оболео 1900. и морао је потврдити пријем за активну војну службу. Онда је наставио да студира право на Универзитету у Бечу и студирао је четири године машинства на Техничком универзитету у Бечу. На почетку Првог светског рата добровољно се пријавио за војску и напредовао је до положаја капетана. Због тога што није могао радити на терену због своје болести, радио је у Министарству рата Аустроугарске. Овде је стекао велику заслугу радом са ратним заробљеницима. За тај рад је награђен Орденом Франца Јозефа, Војним медаљоном за заслуге и Гвозденим крстом.

### Политичка каријера
После Првог светског рата се вратио раду у индустрији, а од 1923. до 1934. је био предстваник Хришћанско социјалне партије у аустријском националном савету. Ту је представљао интересе аустријске индустрије. На Штерувица су рачунали водећи припадници различитих парламенарних одбора за вођење рачуна о новим тарифним системима аустријске царине.
Један закон који је он написао су назвали „закон одговорности банака“. Још је деловао и као овлашћени предстваник владе поводом распада централне банке Немачке у Аустрији и на тај начин је био у могућности да сачува резерве великог броја штедионица.
После оставке канцелара Игнаца Зајпела, Штерувиц је постављен на његово место 4. маја 1929. године. У септембру 1929. Штерувиц је у Женеви водио преговоре о укидању ратних репарација Аустрији из Првог светског рата. У међувремену, у Аустрији је све више јачао покрет Хајмвера. Штерувиц који је хтео да направи свеобухватне уставне реформе је наишао на велики отпрор од стране Хајмвера који су претили да ће да дигну револуцију уколико се направе уставне реформе. У исто време је била и велика тензије између Хајмвера и друге паравојне фомације у Аустрији у то време Шуцбунда који су хтели да направе државни удар. Штерувиц је увидео и осећао да његов кабинет нију у стању да реши ове проблеме, па је дао оставку на место канцелара 25. септембра 1929. Предложио је да га наследи бивши канцелар Јохан Шобер.
Штерувиц, који се увек залагао за интересе индустрије, је био од 1927. до 1930. потпредседник бечке Привредне коморе, а од 1930. до 1935. њен предсеедник. Поред других послова у оквиру Федерације аустријске индустрије, такође је био и члан одбора у главној индустријској федерацији и члан Друштва пријатеља Техничког универзитета у Бечу.
1938. се повукао из политике и јавног живота и наставио је да студира политичке науке које је прекинуо 1900. на универзитету у Бечу и урадио је докторат 1939. године.